# ویسلت
ویسلت (به آلمانی: Wieslet) یک منطقهٔ مسکونی در آلمان است که در کلاینس ویزنتال واقع شده‌است. ویسلت ۵۸۹ نفر جمعیت دارد.